# Bagaroua (Departement)
Bagaroua ist ein Departement in der Region Tahoua in Niger.

## Geographie
Das Departement liegt im Südwesten des Landes. Es erstreckt sich über das Gebiet der gleichnamigen Landgemeinde Bagaroua.

## Geschichte
Das Departement geht auf den Verwaltungsposten (poste administratif) von Bagaroua zurück, der 1970 eingerichtet wurde. 2011 wurde der Verwaltungsposten aus dem Departement Illéla herausgelöst und zum Departement Bagaroua erhoben.

## Bevölkerung
Das Departement Bagaroua hat gemäß der Volkszählung 2012 72.293 Einwohner. Von 2001 bis 2012 stieg die Einwohnerzahl jährlich durchschnittlich um 3,8 % (landesweit: 3,9 %).

## Verwaltung
An der Spitze des Departements steht ein Präfekt (französisch: préfet), der vom Ministerrat auf Vorschlag des Innenministers ernannt wird.
| Amtszeit                     | Name                                     |
| ---------------------------- | ---------------------------------------- |
| 29. Feb. 2012 – 4. Dez. 2013 | Issouf Kallam                            |
| 4. Dez. 2013 – 29. Jul. 2016 | Illiasso Dillé                           |
| 29. Jul. 2016 – 9. Mai 2017  | Bouwèye Hambali (alias Hambally Bouweye) |
| 9. Mai 2017 – 8. Nov. 2021   | Ibrahima Mamane                          |
| 8. Nov. 2021 – 24. Aug. 2023 | Issoufou Sarkin Yaki                     |
| seit 24. Aug. 2023           | Sani Dan Dangui                          |